# Lippmann-Inseln
Die Lippmann-Inseln sind eine Gruppe kleiner Inseln vor der Graham-Küste im Westen des Grahamlands auf der Antarktischen Halbinsel. Sie verteilen sich über eine Länge von 3 km unmittelbar nordwestlich der Lahille-Insel.
Teilnehmer der Vierten Französischen Antarktisexpedition (1903–1905) unter der Leitung des Polarforschers Jean-Baptiste Charcot entdeckten sie. Charcot benannte sie nach dem französischen Physiker und Nobelpreisträger Gabriel Lippmann (1845–1921) als Île Lippmann, da er sie irrtümlich für eine einzige Insel gehalten hatte. Luftaufnahmen der Falkland Islands and Dependencies Aerial Survey Expedition aus den Jahren zwischen 1956 und 1957 sowie Vermessungen des Falkland Islands Dependencies Survey im Jahr 1958 deckten diesen Irrtum auf.